# 马耶站
马耶站是法国的一个铁路车站，位于法国安德尔-卢瓦尔省市镇马耶境内。

## 位置
麦耶站位于马耶市区的东部，巴黎－波尔多铁路276.05公里处。车站大致呈南北走向，东西两侧均可进入车站，前往对侧站台需通过车站南侧的人行地下通道。
该站无任何售票设施，在该站上车的乘客需网上购票或使用通勤卡。

## 站台设置
| 西↑ |      |             |
|     | 侧式 |             |
|     |      | 图尔方向→   |
|     |      | ←普瓦捷方向 |
|     | 侧式 |             |
| 东↓ |      |             |

## 停靠线路
以下列车线路在马耶站停靠：
| 麦耶站列车线路表 |      |               |        |              |
| 线路             | 车种 | 上一站        | 下一站 | 大致运行频率 |
| 图尔—普瓦捷      | Rémi | 圣莫尔-努瓦扬 | 皮勒港 | 每天5趟左右  |
| 图尔—皮勒港      | Rémi | 圣莫尔-努瓦扬 | 皮勒港 | 每天1-2趟    |
| 1.               |      |               |        |              |

## 配套交通

### 长途客车
麦耶站附近暂无固定的长途客车线路，当铁路线施工或罢工时，SNCF可能会提供途径该线路沿途站点的大巴车，上下车地点位于麦耶市中心。

### 城市公共交通
麦耶站附近暂无城市公共交通线路。

### 社会车辆
麦耶站西侧可停靠社会车辆。

## 临近车站
| 马耶站（Gare de Maillé）       |                  |                |
| 上行车站                       | 线路             | 下行车站       |
| 圣莫尔-努瓦扬站 6.5km ←        | 巴黎－波尔多铁路 | 皮勒港站 → 5km |
| - 本表仅显示运营中的线路及车站 |                  |                |